# Ouani
Ouani är en ort på ön Anjouan på Komorerna. Den hade 8 841 invånare år 2003.